# 堀内斉
堀内斉（ほりうち ただし、1968年9月8日 - ）は日本の財務・厚労官僚。

## 経歴
筑波大学附属駒場高等学校、東京大学法学部卒業。1991年4月 大蔵省入省（大臣官房秘書課）。1993年 米国留学（ノースウェスタン大学）。1995年7月 主計局総務課調査主任。1996年7月 主計局総務課企画係長。1997年7月 人事院国内研究員（司法修習）。課長補佐時代は主に財務省主税局で勤務。2008年2月 大臣官房文書課長補佐兼大臣官房文書課法令審査室長。野田・安住財務大臣秘書官（事務担当）、主計局主計企画官（財政分析担当）兼主計局調査課、麻生財務大臣秘書官（事務担当）兼内閣官房（国務大臣秘書官（事務担当））、主計局主計官（防衛担当）などを経て、2018年7月27日 国税庁長官官房人事課長。2020年7月20日 厚生労働省大臣官房審議官（老健・障害保健福祉担当）。2022年6月28日 国税庁課税部長。2023年4月1日 国税庁大阪国税局長。2024年7月12日、人事院人材局審議官兼公務員研修所副所長。2025年4月1日、人事院総括審議官。

## 年譜
- 1991年4月：大蔵省入省（大臣官房秘書課）[3]。
- 1993年：米国留学（ノースウェスタン大学）。
- 1995年7月：主計局総務課調査主任。
- 1996年7月：主計局総務課企画係長[4]。
- 1997年7月：人事院国内研究員（司法修習）。
- 1999年：法務省刑事局国際課。
- 2000年：金融庁総務企画部総務課。
- 2001年1月6日：金融庁総務企画局総務課。
- 2002年7月：財務省主税局税制第二課長補佐（消費税）[7]。
- 2004年7月：主税局調査課長補佐[7]。
- 2005年7月：主税局税制第一課法令企画室長。
- 2006年7月：主税局税制第二課企画調整室長。
- 2007年7月：主税局総務課税制企画室長。
- 2008年2月：大臣官房文書課長補佐 兼 大臣官房文書課法令審査室長。
- 2008年7月：大臣官房付（（株）日本政策金融公庫国際協力銀行国際経営企画部経営管理室付参事役）。
- 2011年7月8日：野田財務大臣秘書官（事務担当）。
- 2011年9月2日：安住財務大臣秘書官（事務担当）。
- 2012年12月26日：麻生財務大臣秘書官（事務担当） 兼 内閣官房（国務大臣秘書官（事務担当））。
- 2013年6月28日：主計局主計企画官（財政分析担当） 兼 主計局調査課。
- 2014年7月9日：主計局給与共済課長。
- 2015年4月20日：麻生財務大臣秘書官（事務担当） 兼 内閣官房（国務大臣秘書官（事務担当））。
- 2015年5月18日：主計局給与共済課長。
- 2015年7月3日：主計局給与共済課長 兼 主計局給与共済課共済制度改革準備室長事務取扱。
- 2015年7月9日：主計局主計官（防衛担当）。
- 2016年6月22日：大臣官房付。
- 2016年7月1日：復興庁統括官付参事官。
- 2018年7月27日：国税庁長官官房人事課長。
- 2020年7月20日：厚生労働省大臣官房審議官（老健・障害保健福祉担当）。
- 2022年6月28日：国税庁課税部長。
- 2023年4月1日：国税庁大阪国税局長。
- 2024年7月12日：人事院人材局審議官兼公務員研修所副所長[5]
- 2025年4月1日：人事院総括審議官[6]